# Víctor Martínez Manrique
Víctor Martínez Manrique   (Mataró, 25 de maig de 1997) altrament conegut com a Viti, és un futbolista professional català que juga en la posició de migcampista.

## Biografia
Nascut a Mataró, Viti va jugar com a juvenil a l'UD Cirera, CE Premià, CE Mataró, FP Calella, CF Damm i CE Sabadell FC. El 15 de juliol de 2016 va ascendir al filial del Sabadell a Tercera Divisió.
El 6 de juliol de 2018, Viti es va incorporar al Gimnàstic de Tarragona i va ser destinat a l'equip del club, el CF Pobla de Mafumet, de quarta divisió. Va debutar professionalment el 17 de novembre de 2018, començant com a titular en una derrota per 0-2 fora de casa contra el Málaga CF a Segona Divisió.
El 7 d'abril de 2020, Martínez va signar amb l'Atlètic d'Ottawa, club en expansió de la Premier League canadenca. Va debutar en el partit inaugural d'Ottawa el 15 d'agost contra York9. El 7 d'octubre de 2020, Martínez va ser cedit al Deportivo Alavés per a la temporada baixa canadenca, on es va incorporar a l'equip B del club a Segona Divisió B. Va tornar de cedit el 29 de gener de 2021, després de fer onze partits i marcar un gol, per l'Alavés B. El 13 de gener de 2022, Ottawa va optar per no exercir la seva opció de contracte sobre Martínez.